# Mswati III
Mswati III (geboren onder de naam Makhosetive Dlamini, 19 april 1968), is sinds 1986 koning van Swaziland.

## Achtergrond en opleiding
Mswati III die als prins Makhosetive op 19 april 1968 ter wereld kwam in het Raleigh Fitkin Memorial Hospital, was de 67ste zoon van koning Sobhuza II. Zijn moeder was Ntombi Thwaala, een van de koningsvrouwen.
Prins Makhosetive volgde een lagere- en middelbare opleiding in Swaziland en een vervolgopleiding in Engeland (wiskunde) en trad daarna toe tot het leger van Swaziland. Zijn contacten met het leger en zijn vroegere kameraden tijdens zijn militaire opleiding zijn nog steeds nauw.

## Overlijden van koningSobhuza IIen de regentessen
Koning Sobhuza II overleed in 1982 aan een longontsteking. De toen 14-jarige Makhosetive, die door de koninklijke familie als zijn opvolger was aangewezen, kon nog niet direct koning worden omdat hij minderjarig was. Tot zijn meerderjarigheid in 1986 traden respectievelijk koningin Dzeliwe Shongwe (1982-1983) en koningin Ntombi Thwala (1983-1986) als regentessen op.

## Koning Mswati III

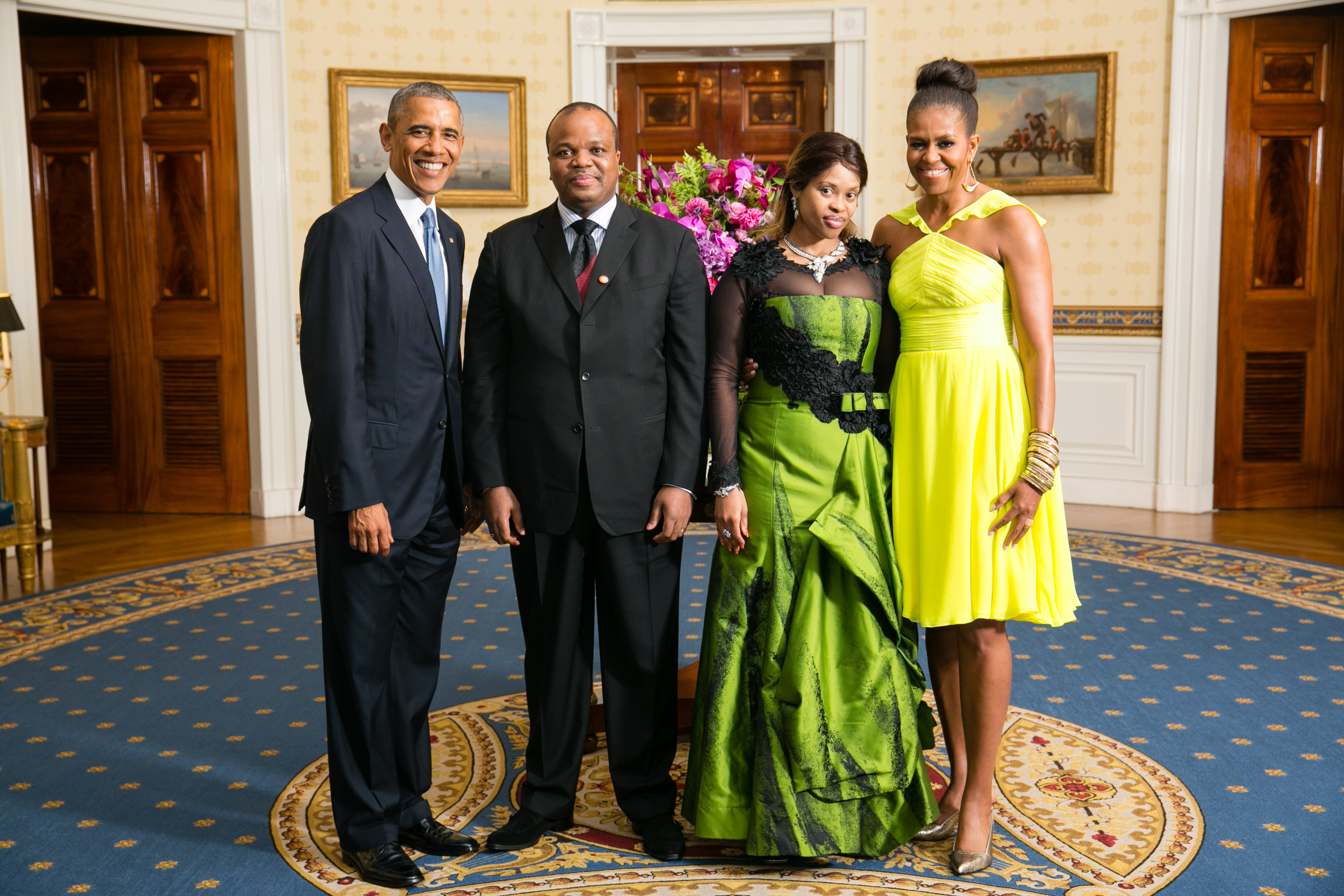
Koning Mswati III en de Amerikaanse President Barack Obama op 5 augustus 2014

Op 25 april 1986 werd kroonprins Makhosetive tot koning gekroond en hij nam de naam Mswati III aan. Mswati III werd niet zomaar koning, hij werd absoluut monarch, dat wil zeggen: alleenheerser. Hij regeert zonder grondwet en ontslaat en benoemt ministers naar believen.
In 1992 stelde koning Mswati III een commissie in die het kiessysteem moest hervormen. In 1993 werden er parlementsverkiezingen gehouden. Hier mochten echter geen partijen aan meedoen, maar individuele kandidaten die uitgebreid waren onderzocht of het wel loyale aanhangers van de koning waren.
In 1995 braken er onlusten uit en eisten de mensen opheffing van het verbod op politieke partijen. In maart van dat jaar vond er de grootste staking plaats in de geschiedenis van Swaziland, georganiseerd door de overkoepelende vakbond, de Swaziland Federation of Trade Unions. In januari 1996 was er opnieuw een grote staking van de vakbond die een week duurde. De koning deed eindelijk toezeggingen om te kijken of er een grondwet zou kunnen worden ingesteld. Het bleek echter al gauw dat de koning er niets in zag om het verbod op politieke partijen op te heffen.

## De vrouwen van koning Mswati III
Koning Mswati III heeft vijftien vrouwen. (NB: Officieel heeft hij er twaalf, omdat de koning pas met een vrouw trouwt wanneer zij hem een kind heeft geschonken, tot die tijd is zij een verloofde.)
De eerste twee vrouwen van koning Mswati III zijn door de koninklijke raadgevers voor hem uitgezocht. De kinderen van zijn eerste twee vrouwen kunnen nooit koning worden. In aanmerking voor het koningschap komen de kinderen (jongens) van zijn andere vrouwen, meestal van zijn laatste vrouw. De koning is - afgezien van zijn eerste twee vrouwen - vrij in zijn keuze om een vrouw voor zichzelf uit te zoeken. Meestal komt zo'n nieuwe vrouw voor de koning wel uit een 'respectabele' familie. In januari 2005 had koning Mswati III zijn nieuwste bruid gepresenteerd, een zeventienjarig meisje. Het meisje werd wel eerst naar Zuid-Afrika gestuurd voor een aidstest. Enkele vrouwen van koning Mswati III spelen een rol van betekenis in Swaziland. Een van hen is voorzitster van het AidsbestrijdingsComité.
Koning Mswati III heeft 25 kinderen.
Emmanuel (Andorra) · Joan Enric (Andorra) · Hamad (Bahrein) · Filip (België) · Jigme Khesar Namgyel Wangchuck  (Bhutan) · Hassanal Bolkiah (Brunei) · Norodom Sihamoni (Cambodja) · Charles III (Commonwealth realms) · Frederik X (Denemarken) · Naruhito (Japan) · Abdoellah II (Jordanië) · Mishal (Koeweit) · Letsie III (Lesotho) · Hans Adam II (Liechtenstein) · Henri (Luxemburg) · Mohammed VI (Marokko) · Albert II (Monaco) · Willem-Alexander (Nederland) · Harald V (Noorwegen) · Haitham (Oman) · Tamim (Qatar) · Salman (Saoedi-Arabië) · Felipe VI (Spanje) · Mswati III (Swaziland) · Rama X (Thailand) · Tupou VI (Tonga) · Mohammed (Verenigde Arabische Emiraten) · Franciscus (Vaticaan) · Carl Gustaf XVI (Zweden)